# Groneck (Kärnten)
Das Groneck (auch Gröneck) ist mit einer Höhe von 2691 m ü. A. der Gipfel des Pfaffenbergs in der Reißeckgruppe in den Hohen Tauern.

## Lage
Südlich des Gronecks liegen die Pfaffenberger Bergmäder. Der Gipfelaufbau wird im Osten vom Zwenberggraben und westlich vom Kaponigtal eingefasst. Richtung Norden zieht sich  der Grat weiter über den Krachriegel bis zum Tristenspitz.

## Anstieg
Der Normalweg ist der markierte Alpenvereinsweg Nr. 577. Er beginnt beim Buchholzer am Pfaffenberg und führt durch Wälder und über Almwiesen, bis man schließlich bei der Ladinigspitz’nalm auf ca. 2000 m den felsigen Gipfelaufbau erreicht. Entlang des Südostgrats führt der Weg durch steiles Gelände bis auf das Walleck, den Vorgipfel des Gronecks. Ab hier folgt der mäßige Anstieg zum Hauptgipfel.
Eine alternative Westroute beginnt beim Bärenboden. Die selten begangene Tour ist wesentlich anspruchsvoller als der Normalweg und zudem schlecht markiert.

## Panorama
Neben dem Großglockner und der Hochalmspitze erblickt man zahlreiche andere Gipfel der Schober-, der Ankogel-, der Goldberg- und der Kreuzeckgruppe, der Lienzer Dolomiten und der Sextener Dolomiten mit den drei Zinnen und dem Karnischen Hauptkamm.

## Sonstiges
Kaiser Ferdinand I. verlieh dem Markt Obervellach am 29. Februar 1560 ein Wappen mit felsigen Bergen. Neben dem Zagutnig ist darauf das Groneck abgebildet.
Auf der Ladinigspitz’n am Fuße des Gronecks wird jedes Jahr im August zur Bergandacht „Besinnung am Berg“ geladen. Der sonst eher selten frequentierte Groneckgipfel wird bei diesem Anlass gerne begangen, da eine Anfahrt bis auf die Alm möglich ist.

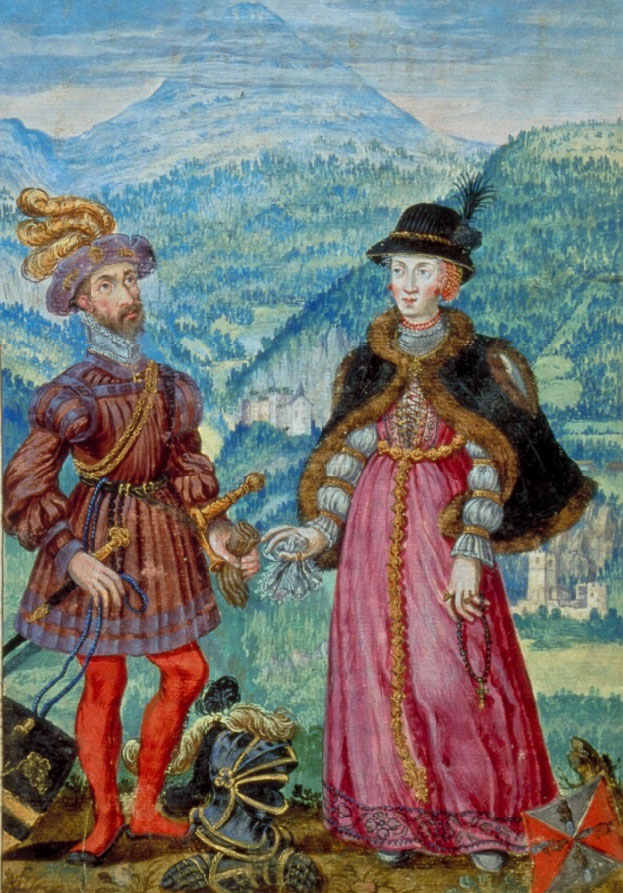
Hans II und Katharina Khevenhüller vor den Burgen Falkenstein und dem Groneck